# Yoshitaku Nagasako
Yoshitaku Nagasako (japanisch 長迫 吉拓; * 16. September 1993 in Kasaoka) ist ein japanischer Radrennfahrer, der auf BMX und Bahn erfolgreich ist.

## Sportlicher Werdegang
Nagasako fing im Alter von vier Jahren mit BMX-Fahren an. Er war Mitglied der japanischen Mannschaft bei den Olympischen Jugendspielen 2010, die den 16. Platz belegte; für seinen Teil erreichte er im BMX-Rennen den fünften Platz. 2011 wurde er Asienmeister bei den Junioren.
Von 2012 bis 2016 trainierte Nagasako am Centre Mondial du Cyclisme (CMC) in der Schweiz. In dieser Zeit war er der führende BMX-Fahrer in Japan, gewann mehrere japanische Meisterschaften und war 2014 sowie 2015 Asienmeister. 2016 vertrat er sein Land im olympischen BMX-Rennen, schied aber bereits im Viertelfinale aus und belegte den 30. Platz.
Während seiner Zeit am CMC kam er erstmals mit Bahnradsport in Berührung, zumal bei schlechtem Wetter im dortigen Velodrom trainiert wurde. Er verfolgte nun das Ziel, sich für die Olympischen Spiele 2020 vor Heimpublikum sowohl im BMX als auch als Anfahrer im Teamsprint zu qualifizieren. Im BMX gewann er 2017 und 2020 nochmals die japanischen Meisterschaften, dazu die Goldmedaille bei den Asienspielen 2018. Im BMX-Weltcup, den er seit 2011 bestritten hatte, erzielte er 2020 als Zwölfter sein bestes Ergebnis in der Gesamtwertung. Insgesamt stand er im Weltcup dreimal im Finale (2014 und 2019 in Papendal, 2020 in Shepparton). Während sich Japan im Teamsprint ungeachtet eines Erfolgs im Bahnrad-Weltcup 2019/20 nicht für die Heimspiele qualifizieren konnte, repräsentierte Nagasako sein Land im olympischen BMX-Rennen 2021 und landete diesmal auf dem 17. Platz.
Danach konzentrierte Nagasako sich vollends auf den Bahnradsport. Mit wechselnden Partnern war er im Teamsprint 2021 japanischer Meister, 2022, 2023 und 2025 Asienmeister und 2023 Sieger bei den Asienspielen. Im Nations Cup 2023 und 2024 war er an drei Podiumsplatzierungen beteiligt und trug so zu Japans erfolgreicher Qualifikation für den olympischen Teamsprint 2024 bei, wo das Team auf den fünften Platz kam.

## Privates
2020 erhielt Nagasako eine öffentliche Belobigung durch die Polizei, weil er in seiner Heimatstadt Kasaoka einen Selbstmord verhindert hatte.

## Erfolge

### BMX-Rennen
2011
 Asienmeister (Junioren)
2013
 Japanischer Meister
2014
 Asienmeister
 Japanischer Meister
2015
 Asienmeister
 Japanischer Meister
2017
 Japanischer Meister
2018
 Asienspiele
2020
 Japanischer Meister

### Bahn
2018
- Asienmeisterschaft –  Teamsprint (mit Tomoyuki Kawabata und Kazunari Watanabe)

2019
- Weltcup – Teamsprint (Brisbane; mit Tomohiro Fukaya und Yudai Nitta)

2021
- Japanischer Meister – Teamsprint (mit Yudai Nitta, Tomohiro Fukaya und Yuta Obara)

2022
 Asienmeister – Teamsprint (mit Kaiya Ōta, Yuta Obara und Kohei Terasaki)
 Japanischer Meister – Teamsprint (mit Yuta Obara und Shinji Nakano)
2023
 Asienmeister – Teamsprint (mit Kaiya Ota und Yuta Obara)
 Asienspiele – Teamsprint (mit Kaiya Ota, Yuta Obara und Shinji Nakano)
2024
 Weltmeisterschaft – Teamsprint (mit Kaiya Ota und Yuta Obara)
2025
 Asienmeister – Teamsprint (mit Kaiya Ota und Shinji Nakano)